# Bitwa pod Budziszynem (1945)
Bitwa pod Budziszynem – jeden z epizodów operacji łużyckiej w końcowej fazie II wojny światowej, kilkudniowa bitwa pomiędzy 2 Armią Wojska Polskiego oraz radzieckiej 52 Armii i elementami 5 Gwardyjskiej Armii a wojskami niemieckimi z Grupy Armii „Mitte” (tzw. zgrupowanie zgorzeleckie pod dowództwem gen. von Oppeln-Bronikowskiego). Rozpoczęła się 21 kwietnia 1945 i trwała zasadniczo do 26 kwietnia (ostatnie starcia trwały jeszcze 30 kwietnia). Była to ostatnia, udana niemiecka operacja zaczepna w czasie wojny.
W tym czasie 2 AWP poniosła bardzo ciężkie straty. Dostępne statystyki wskazują, że w całej dwutygodniowej operacji łużyckiej w kwietniu 1945, której bitwa pod Budziszynem była najbardziej krwawym epizodem, 2 Armia straciła 57% swoich czołgów i dział pancernych oraz ponad 20% artylerii, a straty w ludziach wyniosły 4902 poległych, 2798 zaginionych bez wieści i 10 532 rannych, co stanowiło aż 27% wszystkich strat poniesionych przez całe ludowe Wojsko Polskie od października 1943 do maja 1945.

## Operacja łużycka

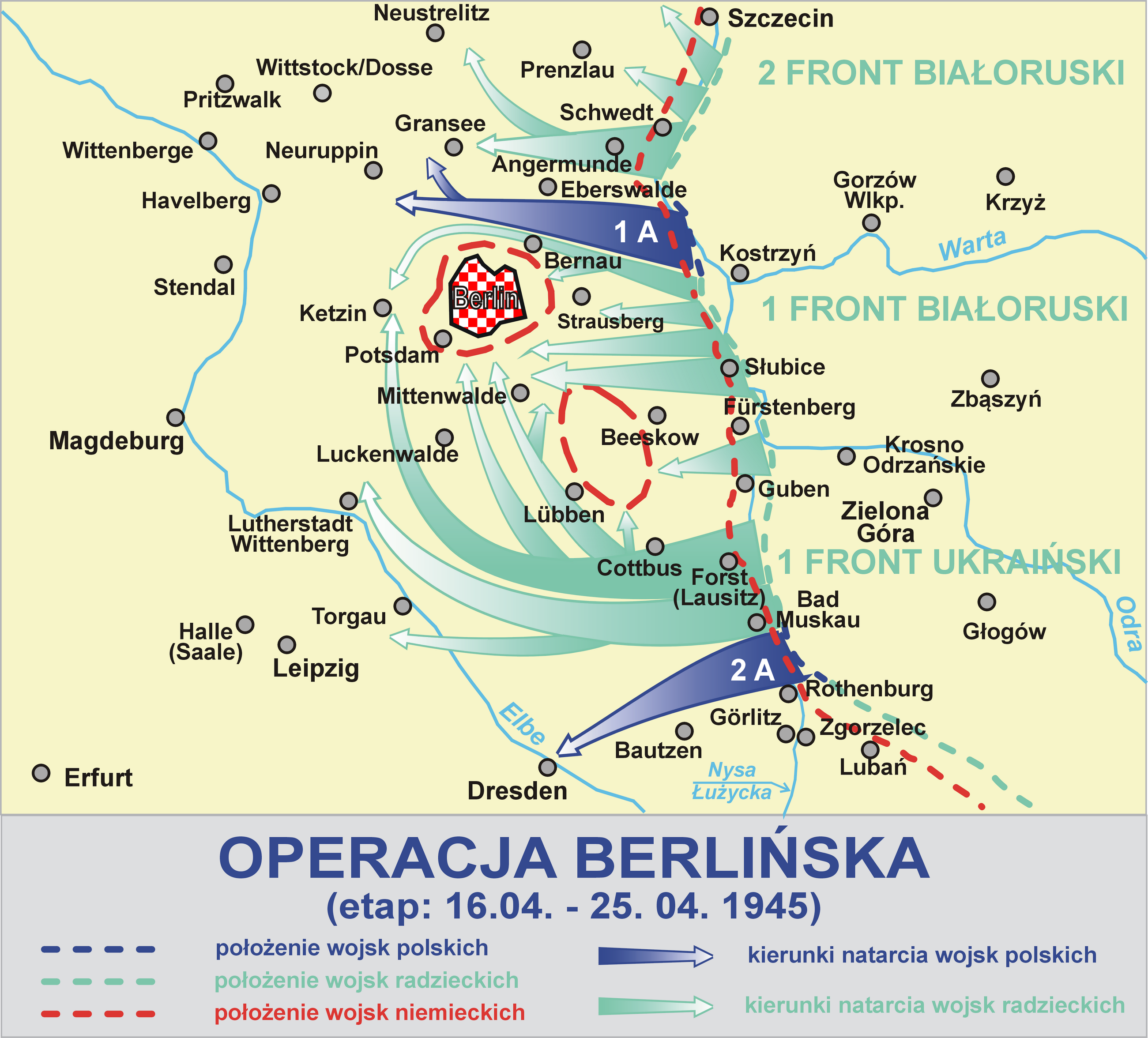
Operacja berlińska, łącznie z operacją łużycką (natarcie w kierunku Drezna)

Radziecki marszałek Iwan Koniew, dowódca 1 Frontu Ukraińskiego zmierzającego na Berlin postawił gen. Karolowi Świerczewskiemu zadanie osłaniania lewego (południowego) skrzydła frontu i natarcie na kierunku Niesky (łuż. Niska), Kleinwelka (Mały Wjelkow) i Drezno. Karol Świerczewski „Walter”, który w swej karierze wojskowej przed przydziałem do Wojska Polskiego nie miał żadnych doświadczeń w dowodzeniu w boju związkami operacyjnymi (przedtem jako oficer Armii Czerwonej nieudolnie dowodził mniejszymi oddziałami, a po utracie prawie całej 248 DP w bitwie pod Wiaźmą 1 listopada 1941 – z bitwy ocalało zaledwie 681 żołnierzy dywizji, z czego powróciło z nim tylko czterech – wobec postępującego alkoholizmu został przeniesiony na tyły), samowolnie zmienił otrzymane szczegółowe rozkazy i podjął decyzję o próbie zajęcia Drezna już w drugim dniu operacji. Zmienił przy tym ugrupowanie swej armii, lekceważąc założenia sztabu Frontu nakazujące zgrupowanie większości sił frontem na południe, co ułatwiłoby przeciwdziałanie kontratakom niemieckim.
Nie mając dostatecznego rozpoznania, skierował 2 AWP przeciwko zgrupowaniu ok. 50 tysięcy żołnierzy niemieckich wyposażonych w 300 czołgów i dział samobieżnych. W szeregach niemieckich przeważały resztki jednostek elitarnych (w tym dywizji grenadierów pancernych „Brandenburg”, korpusu pancerno-spadochronowego „Hermann Göring”, dywizji pancernych 20. i „Frundsberg”), walczyły także dywizje piechoty oraz ukraińska brygada „Wolna Ukraina”, opór stawiali też członkowie miejscowych batalionów Volkssturmu (m.in. 195 z nich żołnierze Armii Czerwonej spalili żywcem we wsi Niederkaina). Poszczególne ugrupowania wchodziły do walki w miarę przybywania kolejnych jednostek. W tym czasie Niemcy nie dysponowali już właściwie żadnym wsparciem lotniczym.
2 Armia WP, choć przeważała liczebnie – ponad 89 tysięcy żołnierzy oraz 500 czołgów i dział samobieżnych – sformowana była w większości z poborowych powołanych do wojska na ziemiach polskich pod koniec 1944 i na początku 1945, pośpiesznie przeszkolonych i niemających większego doświadczenia bojowego, w dodatku fatalnie dowodzonych przez często niekompetentnych oficerów. 85% żołnierzy stanowili Polacy, w dużej mierze byli partyzanci, a resztę przedstawiciele mniejszości etnicznych oraz przydzieleni oficerowie radzieccy, głównie polskiego pochodzenia (ok. połowa korpusu oficerskiego Armii). Nieznane są dokładne statystyki dotyczące oddziałów radzieckich zaangażowanych w walki ze zgrupowaniem zgorzeleckim w tych dniach, było to jednak co najmniej ponad 20 tysięcy ludzi (prawdopodobnie dużo więcej) i wiele pojazdów pancernych, m.in. z 5 Gw. Armii. Lotnictwo radzieckie niepodzielnie panowało przy tym w powietrzu, jednakże jego aktywność w tym rejonie frontu była raczej niska.
Natarcie polskie początkowo przebiegało pomyślnie i wojska Świerczewskiego szybko przełamały linie niemieckiej obrony. Świerczewski zlekceważył sygnały o niemieckich kontratakach, z jakimi spotkała się walcząca na styku z oddziałami polskimi radziecka 52 Armia, przecięta wpół przez Niemców. Pośpiech wymuszany przez dowódcę armii spowodował niedopuszczalne rozciągnięcie polskich dywizji na przestrzeni 50 kilometrów i rozdzielenie się ich na trzy odrębne ugrupowania:
- nacierający na Drezno 1 Korpus Pancerny wraz z 8. i 9 Dywizją Piechoty;
- rozciągniętą w marszu 5 Dywizję Piechoty wraz z 16 Brygadą Pancerną;
- walczące nad Nysą Łużycką 7. i 10 Dywizje Piechoty.

## Kontrnatarcie niemieckie

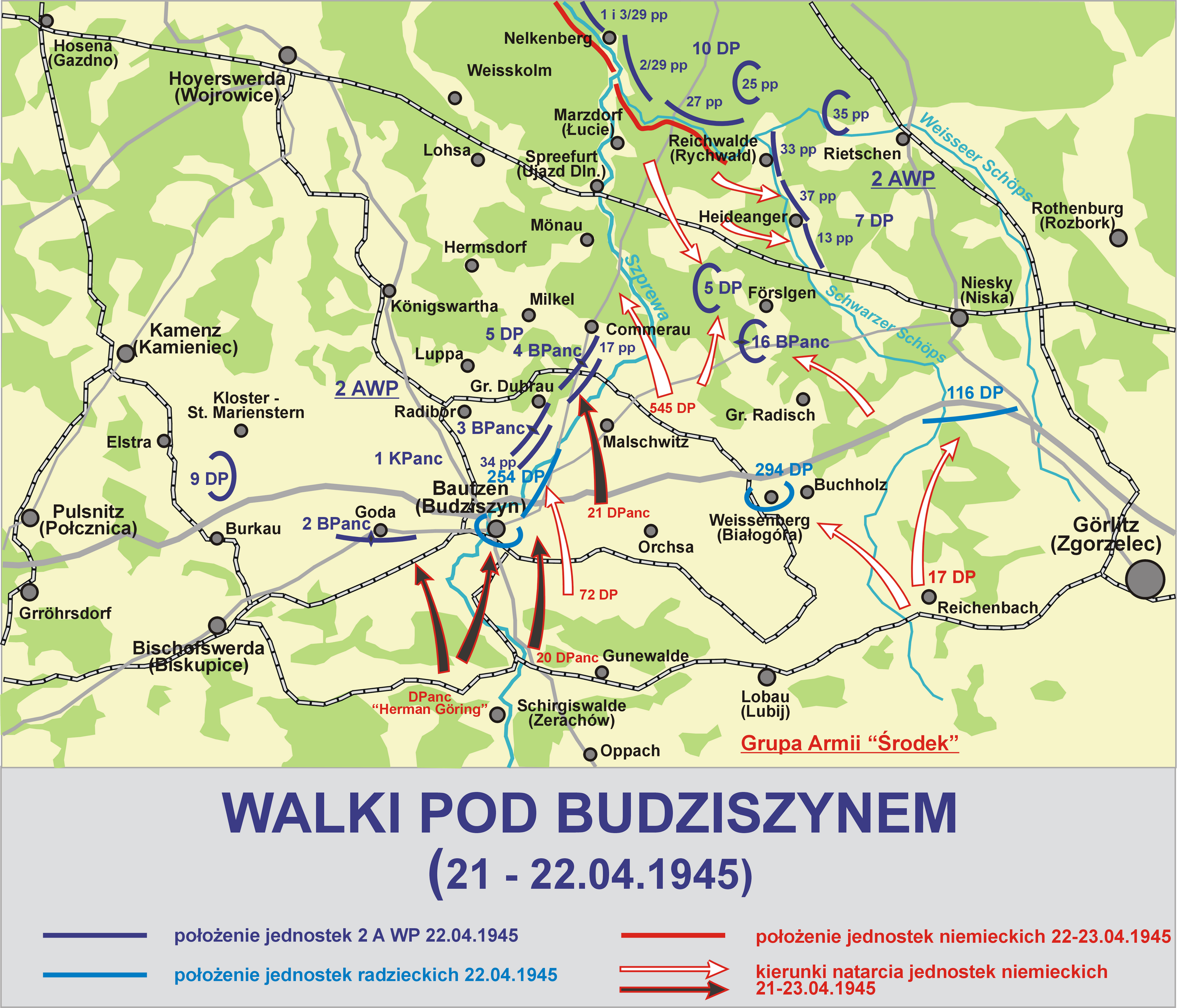
21–22 kwietnia

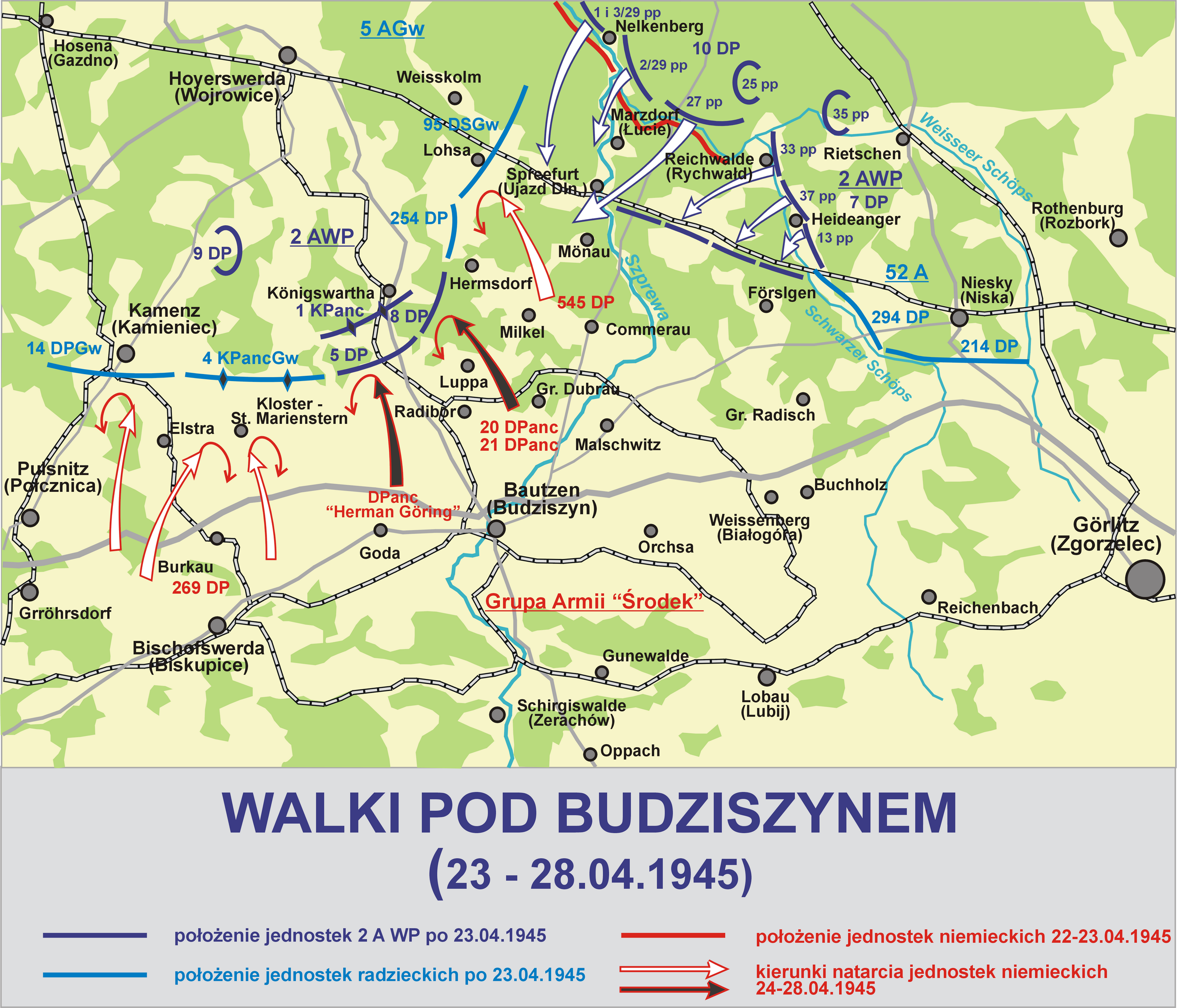
22–28 kwietnia

Przebijające się na północny zachód niemieckie oddziały pancerne, dokonawszy precyzyjnego rozpoznania sił polskich, 21 kwietnia rozcięły polskie ugrupowania na dwie części, zrywając przy tym ich linie zaopatrzeniowe. Lekceważąc ten fakt Świerczewski nakazał kontynuację natarcia na Drezno przydzielonemu 1 Korpusowi Pancernemu i trzem dywizjom piechoty (5, 9 i 10). W ten sposób pozbawił wsparcia zagrożone trwającym kontratakiem niemieckim wojska lewego skrzydła. Skutkiem tego, w ciągu 24 godzin główne siły wojsk polskich zostały okrążone. W Förstgen (łuż. Dołha Boršć), pomiędzy Budziszynem a Niesky, Niemcy zniszczyli całą 16 Brygadę Pancerną, z której ocalało tylko stu żołnierzy (spośród ponad 1300 na początku kwietnia), stracono także prawie wszystkie czołgi poza trzema (z początkowego stanu 65). W 5 Dywizji Piechoty zginął jej dowódca, generał brygady Aleksander Waszkiewicz (protokół sekcji jego zwłok odnalezionych po dwunastu dniach wskazuje, że trafił żywy do niewoli niemieckiej i dopiero tam został brutalnie zamordowany). Sztab 2 Armii WP stracił kontrolę nad sytuacją i popełniał coraz więcej błędów, wydając chaotyczne, często sprzeczne ze sobą rozkazy. Piechota nie miała osłony czołgów i artylerii, natomiast wrażliwa na bezpośrednie starcia z przeciwnikiem na bliskim dystansie artyleria nie miała osłony piechoty. Świerczewski dopiero w południe 22 kwietnia wydał rozkaz zawrócenia spod Drezna 1 Korpusu Pancernego, który zdołał, po forsownym marszu, osiągnąć rubież Budziszyna jeszcze tego samego dnia wieczorem. Było to już jednak wsparcie spóźnione, ponieważ wojska niemieckie zdołały 24 kwietnia wyprzeć Polaków z miasta i odeprzeć ich późniejszy kontratak. Równocześnie dowództwo 2 Armii WP spod Drezna odwołało 8 Dywizję Piechoty, a pozostawiło tam 9 DP.
Koniew początkowo nie przywiązywał większej wagi do swego lewego skrzydła. Najprostsze tłumaczenie stanowi jego rywalizacja z Żukowem (podsycana zresztą przez Stalina, który w ostatniej chwili usunął z mapy linie rozgraniczenia 1FB i 1FU) o pierwszeństwo w zdobyciu Berlina i osiągnięcia spektakularnego sukcesu. Sytuacja wydaje się jednak bardziej złożona. Siły podległe gen. Świerczewskiemu przy właściwym dowodzeniu spokojnie wystarczyłyby do odparcia kontrataku niemieckiego – 2 Armia WP liczyła 5 dywizji piechoty (o sile 50–60% stanu etatowego), brygadę pancerną i korpus pancerny (trzy brygady pancerne i jedna zmechanizowana), co oznaczało, że była silniejsza od właściwie każdej radzieckiej armii ogólnowojskowej (10–12 dywizji piechoty, ale o sile 20–25% stanu etatowego, czasem brygada pancerna lub wyjątkowo korpus zmechanizowany – trzy brygady piechoty zmechanizowanej i jedna pancerna). Ponadto gen. Świerczewski otrzymał bardzo dokładne wytyczne, których wykonanie pozwoliłoby łatwo odeprzeć Niemców (Koniew był świadom jego niekompetencji). Dodatkowo Koniew był świadom, że bitwa ta ma ukazać Świerczewskiego jako wybitnego wodza, więc początkowo nie chciał otwarcie interweniować, aby nie „zaszkodzić” Świerczewskiemu – poprzestał na posłaniu szefa sztabu frontu (gen. Iwana Pietrowa), aby ten „po cichu” ściągnął 7. i 10 Dywizję Piechoty 2 AWP znad Nysy Łużyckiej do wsparcia reszty wojsk, co przyniosło skutek dopiero po kilku dniach. Katastrofalna sytuacja w rejonie Budziszyna spowodowała jednak, iż dowódca frontu postanowił osobiście przejąć dowodzenie 2 Armią WP i posłać na jej pomoc odwody frontu. Koniew, zjawiając się na stanowisku dowodzenia 25 kwietnia, uporządkował źle rozmieszczone ugrupowania polskie i radzieckie oraz przysłał w odsiecz znaczne oddziały Armii Czerwonej. Sytuacja poprawiła się, co uratowało 2 AWP od druzgocącej klęski.
Na rozkaz dowództwa frontu pod Dreznem pozostawała jednak wciąż polska 9 Dywizja Piechoty, która dopiero 26 kwietnia dostała rozkaz odwrotu. Dowódca dywizji, pułkownik Aleksander Łaski, zarządził odwrót w jasny dzień, trzema nieubezpieczonymi kolumnami, w sposób nieprzygotowany i całkowicie sprzeczny z zasadami sztuki wojennej. Niemcy, zdobywszy mapy sztabowe z naniesionymi planami marszruty, urządzili w kilku miejscach zasadzki. W „dolinie śmierci” między Panschwitz-Kuckau (łuż. Pančicy-Kukow) i Crostwitz (Chrósćicy) 26 Pułk Piechoty stracił 3/4 żołnierzy. W Horce (3 km na północ od Crostwitz; według innych źródeł wydarzyło się to w Guttau, łuż. Hućina, kilkanaście kilometrów na wschód od Horki) Niemcy zaatakowali kolumnę, w której ewakuowany był dywizyjny szpital polowy – ok. 300 ciężko rannych polskich żołnierzy zostało tam zamordowanych na miejscu (świadkiem tego wydarzenia był kapelan dywizji, ksiądz kapitan Jan Rdzanek, który mimo postrzału w potylicę przeżył). Rozbita 9 DP straciła swojego dowódcę (dostał się do niewoli podczas wychodzenia z okrążenia), większość artylerii i innego sprzętu oraz tabory, a straty ludzkie wyniosły ponad 40% stanu.
Starcia z oddziałami niemieckimi trwały jeszcze do końca kwietnia, kiedy to ustabilizowała się linia frontu w tym rejonie. Wojna zakończyła się tydzień później (na froncie wschodnim oficjalnie dzień później, 8 maja 1945 r.). Drezno zajęte zostało dopiero po kapitulacji Rzeszy. W międzyczasie, 4 maja zdziesiątkowana 2 Armia WP dostała rozkaz przerzutu w rejon Pragi.

## Rezultaty bitwy

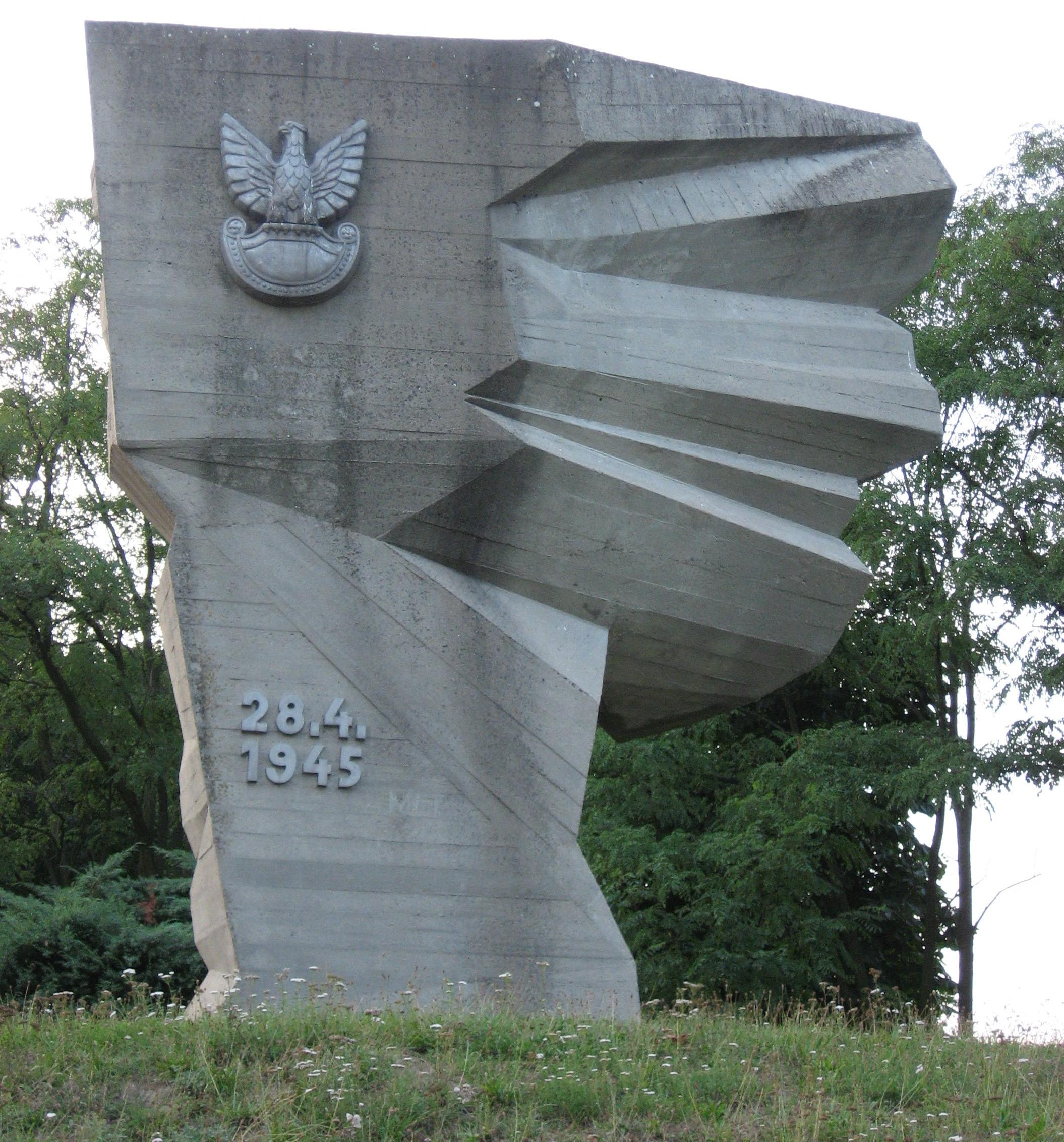
Pomnik żołnierzy polskich w Crostwitz

Bilans całej operacji łużyckiej wyniósł oficjalnie 18 232 zabitych, rannych i zaginionych bez wieści ze strony polskiej (cała 2 Armia Wojska Polskiego straciła w ten sposób w tym krótkim czasie 22% swego stanu osobowego) i nieznaną liczbę żołnierzy radzieckich. W przebiegu całej wojny, w wyniku wszystkich bitew i operacji z udziałem Polaków po kampanii wrześniowej tylko w powstaniu warszawskim zginęło więcej Polaków, niż pod Budziszynem. Straty niemieckie są nieznane (strona polska oficjalnie oceniła je na 6500 zabitych). W rejonie walk śmierć poniosło ok. 350 osób cywilnych. Tereny te zamieszkane były częściowo przez ludność etnicznie słowiańską (Serbołużyczanie), zdarzały się nawet przypadki ukrywania przez miejscowych przed esesmanami żołnierzy polskich z rozbitych oddziałów, z kolei niektórzy inni cywilni Niemcy brali udział w dobijaniu rannych Polaków.
Pomimo okazanego pod Budziszynem dyletanctwa w dowodzeniu, lekceważenia rozkazów zwierzchników i znanego powszechnie faktu, iż (jak to określił major Stefan Torno-Ornowski, oficer 2 AWP) „Świerczewski dowodził chyba w pijanym widzie”, już 1 maja 1945 Karol Świerczewski dostał awans i otrzymał nominację na najwyższy stopień generała broni. Przez lata propagandy PRL przemilczano przed opinią publiczną fakt przegranej 2 AWP pod Budziszynem, próbując ją – wobec uratowania jej przez Koniewa od całkowitej katastrofy i wobec faktu, że wkrótce nastąpiła kapitulacja Niemiec – przedstawić jako bitwę krwawą, ale dla wojska polskiego zwycięską. Alkoholizm „Waltera” i całkowity brak jego kwalifikacji dowódczych skrzętnie ukrywano, budując wokół niego mit niezwyciężonego dowódcy, „który się kulom nie kłaniał”.

## Upamiętnienie
Walki żołnierzy polskich pod Budziszynem zostały upamiętnione na Grobie Nieznanego Żołnierza w Warszawie, napisem na jednej z tablic (po 1945 roku) „BUDZISZYN (BAUTZEN) 21–26 IV 1945” i (po 1990 roku) „BUDZISZYN 23–28 IV 1945”.